# Aufstand
Ein Aufstand, teils auch Volksaufstand, Rebellion oder (veraltet) Insurrektion genannt, ist im engeren Sinne ein offener, gewaltsamer Widerstand mehrerer Personen gegen eine Staatsgewalt. Dies bedeutet fallweise eine bewaffnete Widerstandsaktion gegen eine bestehende Regierung; Vorform eines Aufstandes sind oft Straßenschlachten in Regierungs- und Bevölkerungszentren. Aufständische nennt man auch Rebellen, besonders von Seiten der mit ihnen sympathisierenden Partei, etwa im Ausland. Eine veraltete Bezeichnung ist Insurgenten.

## Gewaltsamer Aufstand

### Interventionsverbot
Aufständischen, die sich im Kampf gegen ihre etablierte Regierung befinden, dürfen dritte Staaten gemäß dem völkerrechtlichen Interventionsverbot der UN-Charta (Artikel 2, Ziffer 7) keine Hilfe leisten, weder in Form von Finanzierung, Waffen, Ausbildung noch Logistik. Nur humanitäre Hilfe darf geleistet werden, also zur Versorgung der Bevölkerung, der Verwundeten und Gefangenen.

### Völkerrechtlicher Status
Wenn die Aufständischen eine eigene Regierung gebildet haben, können sie als Kriegführende anerkannt werden; dadurch erhalten sie eine partielle Völkerrechtspersönlichkeit. Damit soll die Anwendung des ius in bello erreicht werden, wovon man sich eine Linderung der Schrecken eines Bürgerkrieges verspricht. Wenn die Kampfhandlungen beendet sind und die neue Regierung einen Teil des Staatsgebietes effektiv beherrscht, kommt die Anerkennung als Kriegführender nicht mehr in Frage. Nunmehr kann es sich um ein De-facto-Regime handeln.

### Politik
Hannah Arendt unterscheidet zwischen einer Rebellion und einer Revolution strikt: „Das Ziel einer Rebellion [ist] nur die Befreiung […], während das Ziel der Revolution die Gründung der Freiheit ist“.
Friedrich Engels definiert den Aufstand als eine Kunst, die genau „wie der Krieg oder irgendeine andere Kunst … gewissen Regeln unterworfen“ ist. Die Regeln sind „logische Schlußfolgerungen aus dem Wesen der Parteien und der Verhältnisse, mit denen man in einem solchen Falle zu tun hat. … Erstens darf man nie mit dem Aufstand spielen, wenn man nicht fest entschlossen ist, alle Konsequenzen des Spiels auf sich zu nehmen. Der Aufstand ist eine Rechnung mit höchst unbestimmten Größen, deren Werte sich jeden Tag ändern können; die Kräfte des Gegners haben alle Vorteile der Organisation, der Disziplin und der hergebrachten Autorität auf ihrer Seite; kann man ihnen nicht mit starker Überlegenheit entgegentreten, so ist man geschlagen und vernichtet. Zweitens, hat man einmal den Weg des Aufstands beschritten, so handle man mit der größten Entschlossenheit und ergreife die Offensive. Die Defensive ist der Tod jedes bewaffneten Aufstands… Überrasche deinen Gegner, solange seine Kräfte zerstreut sind, sorge täglich für neue, wenn auch noch so kleine Erfolge; erhalte dir das moralische Übergewicht, das der Anfangserfolg der Erhebung dir verschafft hat; ziehe so die schwankenden Elemente auf deine Seite…; zwinge deine Feinde zum Rückzug, noch ehe sie ihre Kräfte gegen dich sammeln können; um mit den Worten Dantons, des größten bisher bekannten Meisters revolutionärer Taktik, zu sprechen: de l’audace, de l’audace, encore de l’audace!“ (Kühnheit, Kühnheit, und abermals Kühnheit!) 1895 äußerte sich Engels zu den veränderten Bedingungen eines Aufstands, insbesondere aufgrund des modernen bürgerlichen Heeres, dessen politische Zersetzung als eine Voraussetzung für einen erfolgreichen Aufstand definiert wird. Ebenfalls geht er auf die defensiven Aspekte des Aufstands (Barrikadenkampf) ein und definiert die Bedeutung des Straßenkampfes als mehr „moralisch“ denn „materiell“.
Lenin orientiert sich stark an Engels Überlegungen, wobei er sich insbesondere für den Aspekt des „Offensiven“ und der Verbindung zwischen Revolutionsarmee und Revolutionsregierung interessierte. Kurz vor der Oktoberrevolution schreibt Lenin, dass sich erfolgreiche Aufstände erstens „nicht auf eine Verschwörung, nicht auf eine Partei stützen“, sondern auf „die fortgeschrittenste Klasse“. Zweitens müsse sich ein Aufstand ebenso „auf den revolutionären Aufschwung des Volkes stützen“. Drittens müsse sich ein Aufstand „auf einen solchen Wendepunkt in der Geschichte der anwachsenden Revolution stützen, wo die Aktivität der vordersten Reihen des Volkes am größten ist, wo die Schwankungen in den Reihen der Feinde und in den Reihen der schwachen, halben, unentschlossenen Freunde der Revolution am stärksten sind.“